# 160e régiment d'infanterie (France)
Le 160e régiment d'infanterie (160e RI) est un régiment d'infanterie de l'Armée de terre française créé en 1887.

## Création et différentes dénominations
- 25 juillet 1887 : formation du 160e régiment d'infanterie
- 1914 : à la mobilisation, il met sur pied son régiment de réserve, le 360e régiment d'infanterie
- 1923 : dissolution (traditions gardées par le 146e régiment d'infanterie).
- 1939 : 160e régiment d'infanterie de forteresse, les régiments d'infanterie désignés pour armer la ligne Maginot prirent l'appellation de régiments d'infanterie de forteresse.

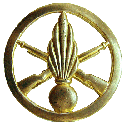
insigne de béret d'infanterie

- 1940 : dissolution.

## Chefs de corps
- 1887 : colonel de Cornulier-Lucinière (*)
- 1890 : colonel Ruyssen (*)
- 1893 : colonel Rech[1]
- 1896 : colonel Féry
- 1899 : colonel de Berthier
- 1901 : colonel Robiquet
- 1903 : colonel Eugène A. M. J. Fernandez[1]
- 1907 : colonel Jules Heymann (1850-1928)
- 1909 : colonel de Castelbajac
- 1912 : colonel François Dubois, tué au combat lors de la bataille de Morhange le 25 août 1914 à Crévic (Meurthe-et-Moselle)[2]
- 1914 : colonel Pierre Bablon [3]
- 1915 : lieutenant-colonel Serot Alméras Latour (***)

- 1939 : lieutenant-colonel Bouet[4]

(***) Officier qui devint par la suite général de division.

## Historique des garnisons, combats et batailles du160eRI

### De 1887 à 1914
Le 160e RI, est formé le 1er octobre 1887 à 3 bataillons provenant des 12e régiment d'infanterie, 17e régiment d'infanterie et 143e régiment d'infanterie
En 1895-1896, un détachement de 14 hommes participe à l'expédition de Madagascar.
En 1906 le régiment est en garnison à Toul.

### Première Guerre mondiale
En 1914 - casernement : Toul ; 78e brigade d'infanterie, 20e corps d'armée.
- 39e division d'infanterie d'août 1914 à décembre 1916
- 168e division d'infanterie de décembre 1916 à novembre 1918

#### 1914
- Bataille de Morhange
- Course à la mer :
  - Fouquescourt Arvilliers
  - 3 octobre : Souastre
  - 4 octobre : Hébuterne
  - 5 octobre : Gommécourt
- Fin octobre: Bataille des Flandres en Belgique: Boezinge, Langemark, Bikschote

#### 1915
- Mai - juin, offensive d'Artois : Neuville-Saint-Vaast, Vimy
- 25 septembre-6 octobre : seconde bataille de Champagne, secteur de Beauséjour (commune de Minaucourt)[6]

#### 1916
- Verdun :
  - Côte du Poivre
  - Février : carrières d'Haudremont
  - Avril : cote 304
- Fin septembre : bataille de la Somme : Maurepas, Combles

#### 1917
- 16 avril: Champagne : Bermericourt
- 9 septembre : Verdun : cote 344

#### 1918
- 15 - 31 juillet : Marne : Tahure

### L'entre-deux-guerres
Le régiment est dissous en 1923. Il réapparaîtra en tant que régiment d'infanterie de forteresse à la veille de la Seconde Guerre mondiale.

### Seconde Guerre mondiale
- Le 160e RI fait partie des 29 régiments de forteresse créés à partir de 1935 et 1936 pour servir dans les ouvrages fortifiés nouvellement créés. Il est devenu le 160e régiment d'infanterie de forteresse (de réserve, issu du 146e du temps de paix) ; formé le 27 août 1939, il se trouve affecté à la ligne Maginot, dans le sous-secteur de Narbéfontaine (rattaché au secteur fortifié de Faulquemont puis au secteur fortifié de Boulay).

Liste des fortifications occupées par le régiment sur la ligne Maginot en 1939-1940 :
1. petit ouvrage de Coume (A 31)
2. petit ouvrage de l'Annexe Sud de Coume (A 32)
3. groupe de casemates du Bisterberg
4. petit ouvrage du Mottenberg (A 33)
5. casemate sud du Mottenberg

Région militaire, Centre mobilisateur d'infanterie ; réserve A RIF type Fauquemont ; CMI 66 Metz.
En septembre 1939, trois bataillons des 146e RIF, 156e RIF et 160e RIF forment un régiment de marche sous les ordres du lieutenant-colonel Vogel ; ce régiment participe à l'offensive française en Sarre aux côtés des divisions d'infanterie classiques. L'attaque dans le bois de la Warndt (combat de Ludweiler, le 9 septembre 1939) est finalement stoppée à la suite de la capitulation de l'allié polonais. Le régiment de marche est dissous peu après.

## Drapeau
Il porte, cousues en lettres d'or dans ses plis, les inscriptions suivantes :
- Picardie 1914
- Champagne 1915
- Verdun 1916

## Décorations
Sa cravate est décorée de la croix de guerre 1914-1918  avec deux palmes (deux citations à l'ordre de l'Armée).
Il a droit au port de la fourragère aux couleurs de la croix de guerre 1914-1918.

## Refrain
" Le 160e de Ligne aime le jus de la vigne."

## Personnages ayant servi au160eRI
- Henri Barabant, député et maire, incorporé au régiment en 1895[8] ;
- Robert Diochon, footballeur, mobilisé en 1914 ;
- Paul Rouvière, architecte, mort des suites de ses blessures à Metz le 12 septembre 1939[9]

## Sources et bibliographie
- Archives militaires du SHD au château de Vincennes.
- Recueil d'Historiques de l'Infanterie Française, général Andolenko, Eurimprim, 1969.
- Émile Simond : Historique des nouveaux régiments créés par la loi du 25 juillet 1887